# 六盘山蝮
六盘山蝮（学名：Gloydius liupanensis），一种分布于中国西北地区六盘山的毒蛇，隶属于蝰科亚洲蝮属。其种加词“liupanensis”意为“六盘山的”。

## 分类地位
本种描述发表时认定为是西伯利亚蝮（Gloydius halys）的一个亚种。之后有学者认为本种是高原蝮（Gloydius strauchi）的一个北方居群。然而分子研究结果支持本种为独立种。

## 形态特征
六盘山蝮成体全长约50厘米。身体背部土棕色，雄性具有红棕色波状横斑，雌性横斑为黑色。腹面雄性为棕黄色，雌性黑褐色。眼部上方具有一条明显的细白眉。

## 保护
本种于2023年被收录入《有重要生态、科学、社会价值的陆生野生动物名录》。